# Ruder-Europameisterschaften 1900
Die 8. Ruder-Europameisterschaften wurden im September 1900 auf der Seine in der französischen Hauptstadt Paris ausgetragen. Wie bereits im Vorjahr wurden Medaillen in fünf Bootsklassen vergeben.

## Ergebnisse
| Bootsklasse           | Gold | Silber                                                                                                | Bronze                                                           |
| --------------------- | --- | --- | ---------------------------------------------------------------- |
| Einer                 | Louis Prével | Edmond Delaet                                                                                         | Luigi Gerli                                                      |
| Doppelzweier          | Frankreich Carlos Deltour Antoine Védrenne | Belgien Prosper Bruggeman Charles Boone                                                               | Deutsches Reich                                                  |
| Zweier mit Steuermann | Frankreich Lucien Martinet René Waleff unbekannt (Steuermann) | Belgien Marcel Van Crombrugge Oscar Dessomville Alfred van Landeghem (Steuermann)                     | Italien Paolo Diana Giuseppe Nacci Clementino Sbisà (Steuermann) |
| Vierer mit Steuermann | Belgien Marcel Van Crombrugge Maurice Hemelsoet Prosper Bruggeman Oscar Dessomville Alfred van Landeghem (Steuermann)                                                               | Italien Paolo Diana Giuseppe Nacci Gaetano Caccavallo Vittorio Narducci Clementino Sbisà (Steuermann) | unbekannt, ob es noch weitere Teilnehmer gab                     |
| Achter                | Belgien Marcel Van Crombrugge Maurice Hemelsoet Oscar de Cock Maurice Verdonck Prosper Bruggeman Oscar Dessomville Frank Odberg Jules De Bisschop Alfred van Landeghem (Steuermann) | Frankreich                                                                                            | unbekannt, ob es noch weitere Teilnehmer gab                     |

## Medaillenspiegel
| Platz  | Land            | Gold | Silber | Bronze | Gesamt |
| ------ | --------------- | ---- | ------ | ------ | ------ |
| 1      | Frankreich      | 3    | 1      | –      | 4      |
| 2      | Belgien         | 2    | 3      | –      | 5      |
| 3      | Italien         | –    | 1      | 2      | 3      |
| 4      | Deutsches Reich | –    | –      | 1      | 1      |
| Gesamt | Gesamt          | 5    | 5      | 3      | 13     |